# La Mola
La Mola är en bergstopp i Spanien.   Den ligger i provinsen Província de Tarragona och regionen Katalonien, i den östra delen av landet, 400 km öster om huvudstaden Madrid. Toppen på La Mola är 313 meter över havet, eller 60 meter över den omgivande terrängen. Bredden vid basen är 2,6 km.
Terrängen runt La Mola är platt åt sydväst, men åt nordost är den kuperad.  Närmaste större samhälle är Tarragonès, 17,5 km sydväst om La Mola. Runt La Mola är det i huvudsak tätbebyggt.